# Hans Waldmann
Hans Waldmann (Blickenstorf, 1435. – Zürich,  1489. április 6.) korának egyik leggazdagabb svájci polgára, katonai vezetője, egy ideig Zürich polgármestere volt. Részt vett a murteni csatában. A hatalma kiterjesztésétől tartó ellenfelei eretnekség vádjával kivégeztették.

## Élete
Hans Waldmann 1476-ban a murteni csatában harcoló zürichi kontingens parancsnoka volt. Részt vett a stansi szerződés (Stanser Verkommnis) kidolgozásában 1481-ben, amely átszervezte az Ósvájci Konföderációt. Két évvel később Zürich polgármesterének választották a kereskedők képviselőjeként. Hivatalba lépése után megerősítette a céheket.
Saját mozgástere növelése érdekében átalakította a kormányzat hagyományos struktúráját. Nagy vagyonra tett szert svájci zsoldosok kölcsönzéséből; a Savoyai Hercegség, a Württembergi Királyság és a Magyar Királyság is fizetett neki szolgálataiért.
Vagyonának és politikai súlyának köszönhetően nagy befolyásra tett szert a szövetségben. Hatalmának kiterjesztésére tett kísérletei azonban más kantonok ellenállásába ütköztek és zürichi támogatását is erodálta. Politikai célja, hogy a szövetség Franciaország helyett inkább a németek és a Milánói Hercegség felé forduljon, sokakat tett ellenfelévé.
Hans Waldmannt megrágalmazták azzal, hogy a milánóiak megvesztegették. 1485-ben ez a vád szodómiával is kiegészült, egy bizonyos Hanns Krut „árulónak, esküszegő gazembernek és pederasztának ” nevezte. Krut nem volt zürichi polgár, mögötte berni és strasbourgi megbízói álltak.
Végül a város polgárainak egy csoportja, kérdéses jogalapon, letartóztatta, majd eretnekség vádjával kivégeztette.  Waldmann hét évvel élte túl Richard Puller von Hohenburgot, a szodómiáért elítélt elzászi grófot, aki a máglyán őt nevezte meg kivégzése felelőseként. Ma bronzszobor őrzi Waldmann emlékét Zürichben, a Münster hídnál.